# Giallo Queens
Giallo Queens est un groupe britannique des années 1970 qui s'est reformé en 2007 et qui mélange rock, musique expérimentale et mise en scène théâtrale shock rock.
Les membres du groupe apparaissent généralement masqués sur scène, à l'exception de la ou des chanteuses.

## Histoire
Le groupe se crée en 1971 à Londres, sous le nom de "The Giallos". Leurs premiers succès sont une ballade folk, I like the birds, en 1972, et The girl from Mars, plus rock, en 1973. En 1976, à la suite de la mort de la chanteuse Candide Lee dans un accident d'avion[réf. souhaitée], le groupe décide de marquer le tournant musical en recrutant Clara Wisp et joue une musique plus hard. Il se renomme en "Giallo Queens".
Lors des représentations, de faux meurtres ont lieu sur scène, avec des mannequins et du faux sang rouge vif, rappelant les films de genre Giallo.
Leur carrière reste modeste et le groupe se dissout en 1982.
Après un silence de 25 ans, le groupe se reforme en 2007 et donne une tournée en France et en Italie. Giallo Queens continue de donner quelques concerts en Europe.

## Archives et documentation
Des vidéos et documents relatifs aux Giallo Queens ont commencé à réapparaître en ligne à partir de 2008, avec la diffusion de concerts inédits, d’entretiens rares et d’images remontant aux années 1970 et 1980. Certaines de ces images, disponibles sur YouTube ou sur le site officiel du groupe, montrent différents line-ups au fil des décennies.
En parallèle, un long métrage intitulé *Rock n Roll Over: A Story of the Giallo Queens* et réalisé par Enguerran Prieu  a circulé dans les milieux underground entre 2009 et 2015. Ce film d’environ 75 minutes compile images de scène, témoignages de musiciens de renom, et éléments visuels liés au groupe. 
Sa diffusion reste confidentielle, mais il est régulièrement cité comme une tentative de retracer l’histoire fragmentaire et occulte des Giallo Queens.

## Résonances visuelles
Depuis 2023, plusieurs internautes et fans de rock ont relevé des convergences esthétiques entre Giallo Queens et le groupe Ghost_(groupe) (masques métalliques, haut-de-forme, mise en scène rituelle). Cette résonance a été relayée sur les réseaux sociaux et a relancé l’intérêt autour du mythe des Giallo Queens